# Irmgard Knechtges-Obrecht
Irmgard Knechtges-Obrecht, geb. Knechtges (* 1960 in Düren) ist eine deutsche Musikwissenschaftlerin, die speziell mit Arbeiten über Robert Schumann und Clara Schumann hervortrat.

## Leben
Irmgard Knechtges studierte von 1978 bis 1985 Musikwissenschaft, Theater-, Film- und Fernsehwissenschaft sowie Geschichte an der Universität zu Köln. 1985 promovierte sie mit einer Dissertation über Robert Schumanns späte Klavierwerke. Von 1986 bis 1990 war sie wissenschaftliche Mitarbeiterin an der Robert-Schumann-Forschungsstelle in Düsseldorf und dort mit der Neuen Robert-Schumann-Gesamtausgabe beschäftigt. Zudem arbeitete sie an der im Verlag Dohr erscheinenden Schumann-Briefedition mit.
Seit 1991 lebt Irmgard Knechtges-Obrecht als freie Autorin in Aachen. Sie war Vize-Präsidentin der Robert-Schumann-Gesellschaft Düsseldorf e.V. (bis September 2022) und Herausgeberin zweier Schumann-Zeitschriften: Schumann Journal (bis 2021 Print; seit 2023 digital) und Correspondenz (bis 2023).

## Publikationen
- Robert Schumann im Spiegel seiner späten Klavierwerke, Regensburg: Gustav-Bosse-Verlag 1985 (Digitalisat)
- Clara Schumann in Düsseldorf, in: Clara Schumann 1819–1896. Katalog zur Ausstellung, hrsg. von Ingrid Bodsch und Gerd Nauhaus, Bonn 1996, S. 189–229
- Die doppelte Wort-Text-Unterlegung bei vier Liedern aus Robert Schumanns Sammlung „Fünf Lieder für eine Singstimme und Pianoforte“ op. 40 nach Texten von Hans Christian Andersen übersetzt durch Adelbert von Chamisso, in: Editio. Internationales Jahrbuch für Editionswissenschaft, Jg. 16 (2002)
- Clara Schumanns Beziehungen zu Aachen im Spiegel ihrer Korrespondenz und der lokalen Presse, in: Schumanniana nova. Festschrift Gerd Nauhaus zum 60. Geburtstag, hrsg. von Bernhard R. Appel, Matthias Wendt und Ute Bär, Sinzig: Studiopunktverlag, 2002, S. 318–343
- 25 Jahre RSG in Düsseldorf – Eine Chronik. Daten, Ereignisse, Namen, in: Robert Schumann gewidmet. Festschrift der Robert-Schumann-Gesellschaft Düsseldorf aus Anlass ihres 25-jährigen Bestehens, Köln: Dohr 2004, S. 91–108; ISBN  978-3-936655-21-6
- Robert Schumann in Düsseldorf, in: Zwischen Poesie und Musik, Bonn 2006, S. 120–141
- Kammermusik, in: Schumann Handbuch, hrsg. von Ulrich Tadday, Stuttgart · Weimar: Verlag J. B. Metzler, 2006, S. 301–331
- Enthusiasmus und Fackelzug. Robert und Clara Schumann in den Niederlanden. Correspondenz Sonderheft I, hrsg. von Ingrid Bodsch, Irmgard Knechtges-Obrecht und Gerd-Nauhaus, Aachen: Shaker Verlag 2010
- Auf den Spuren von Robert Schumann in Düsseldorf und Umgebung, in: Unterwegs mit Schumann, Bonn 2010, S. 143–169
- »Wir waren sieben« – Die Kinder Robert und Clara Schumanns. Correspondenz Sonderheft II, hrsg. von Irmgard Knechtges-Obrecht, Aachen: Shaker Verlag 2013
- Auch Robert und Clara hatten hier Heimat, in: Musik vereint, hrsg. vom Städtischen Musikverein zu Düsseldorf gegr. 1818, Köln: Verlag Christoph Dohr, 2018, S. 43–52
- Clara Schumann. Ein Leben für die Musik, Darmstadt: wbg Theiss 2019; ISBN 978-3-8062-3850-1